# Campeonato de España de Ciclismo en Ruta 1973
El LXXII Campeonato de España de Ciclismo en Ruta se disputó en Barcelona el 24 de junio de 1973 sobre 231 kilómetros de recorrido. Una edición que vino marcada por las grandes ausencias, que deslucieron la carrera. Entre ellas, la de Luis Ocaña que se negó a luchar por el triunfo que ganó el año anterior para preparar un Tour de Francia que acabaría ganando. 
El ganador fue el vasco Domingo Perurena que se impuso al sprint en un recorrido muy insípido de doce vueltas alrededor de la montaña de Montjuic. José Luis Abilleira y Juan Zurano completaron el podio. 

## Clasificación final

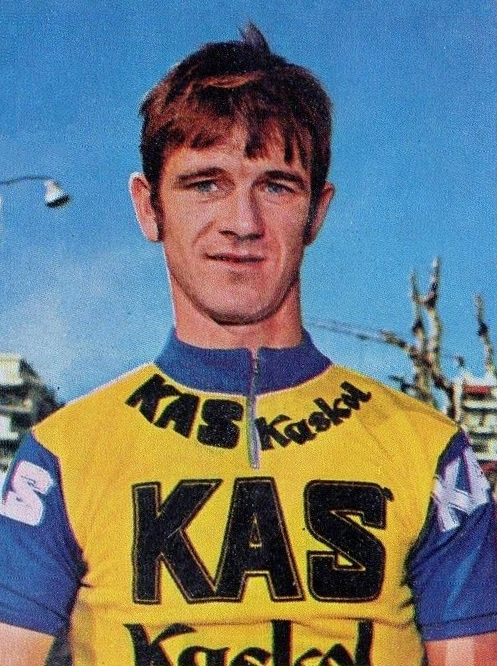
El campeón, Domingo Perurena.

| Pos. | Ciclista                | Equipo                    | Tiempo    |
| ---- | ----------------------- | ------------------------- | --------- |
| 1.   | Domingo Perurena        | Kas                       | 5h 59'35" |
| 2.   | José Luis Abilleira     | La Casera-Peña Bahamontes | m.t.      |
| 3.   | Juan Zurano             | La Casera-Peña Bahamontes | a 1"      |
| 4.   | Antonio Martos          | Kas                       | a 4"      |
| 5.   | Pedro Torres            | La Casera-Peña Bahamontes | m.t.      |
| 6.   | Ventura Díaz            | Monteverde                | a 19"     |
| 7.   | Jesús Manzaneque        | La Casera-Peña Bahamontes | m.t.      |
| 8.   | José Luis Galdamez      | Coelima                   | a 23"     |
| 9.   | Jaime Huélamo           | Kas                       | m.t.      |
| 10.  | Juan Manuel Santisteban | Monteverde                | m.t.      |